# Michele Marieschi

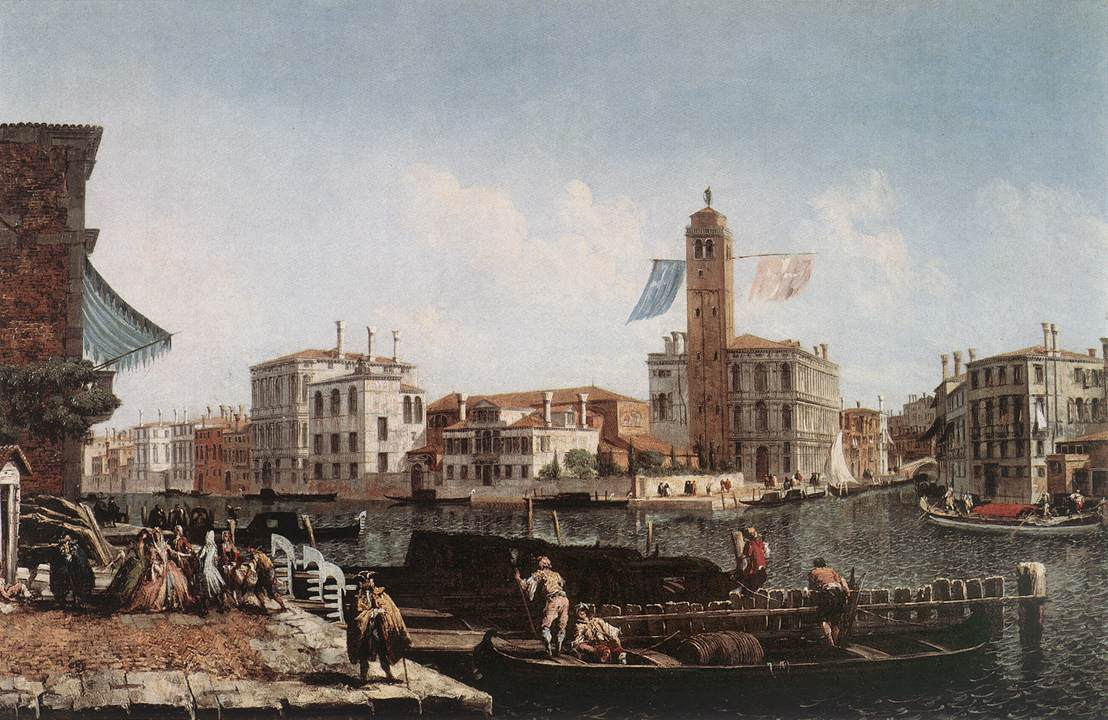
Fischmarkt am Canal Grande

Michele Marieschi (* 1. Dezember 1710 in Venedig; † 18. Januar 1744) war ein italienischer Maler von Landschaften und Veduten, hauptsächlich in Venedig tätig.

## Leben und Wirken
Über Marieschis Malerlehre gibt es keine glaubwürdigen Angaben. Vielleicht hat er in der Werkstatt seines Vaters Antonio Marieschi, eines Holzstechers und Architekturmalers, die ersten Fertigkeiten erlernt.
Er verbrachte vermutlich Ende der 1720er Jahre, oder nach 1731, einige Zeit in Deutschland, wo er als Theatermaler tätig war. Er kehrte um 1735 nach Venedig zurück. Zwischen 1735 und 1741 wurde er Mitglied der venezianischen Malergilde Fraglia de ’Pittori.
Zu den Mäzenen Marieschis gehörte der Maler und Kupferstecher Gaspare Diziani. Der bekannte Kunstsammler Freiherr von der Schulenburg, Generalfeldmarschall im Dienste der Republik Venedig erwarb bei ihm 1738 zwei Veduten zum Preis von 50 und 55 Goldzecchini.
Im Jahre 1741 veröffentlichte Marieschi unter dem Titel Magnificentiores Selectioresque Urbis Venetiarum Prospectus einen Satz von 21 Radierungen von Venedig, mit dem Porträt Marieschis von Angelo Trevisani auf der Titelseite.
Marieschi fertigte etliche seiner Gemälde als Paarstücke an. Museen in Prag, Stockholm, Warschau sowie eine Privatsammlung in Mailand und das Niedersächsischen Landesmuseum Hannover besitzen solche. Die Anregung zu den unten gezeigten Hofansichten empfing der Maler vermutlich aus Bühnenbildentwürfen des Marco Ricci.

Aus dem Niedersächsischen Landesmuseum Hannover
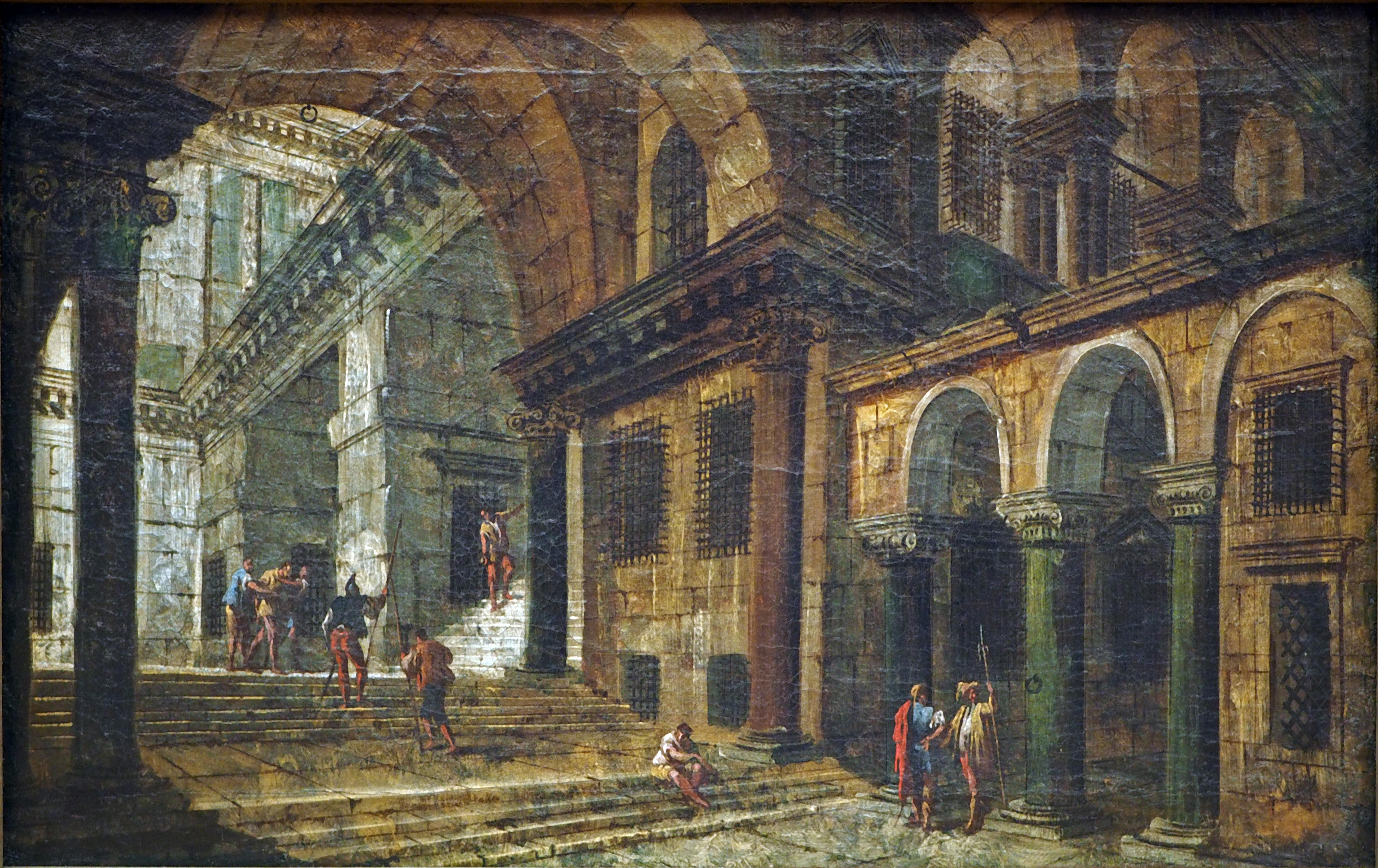
Gefängnishof, um 1740
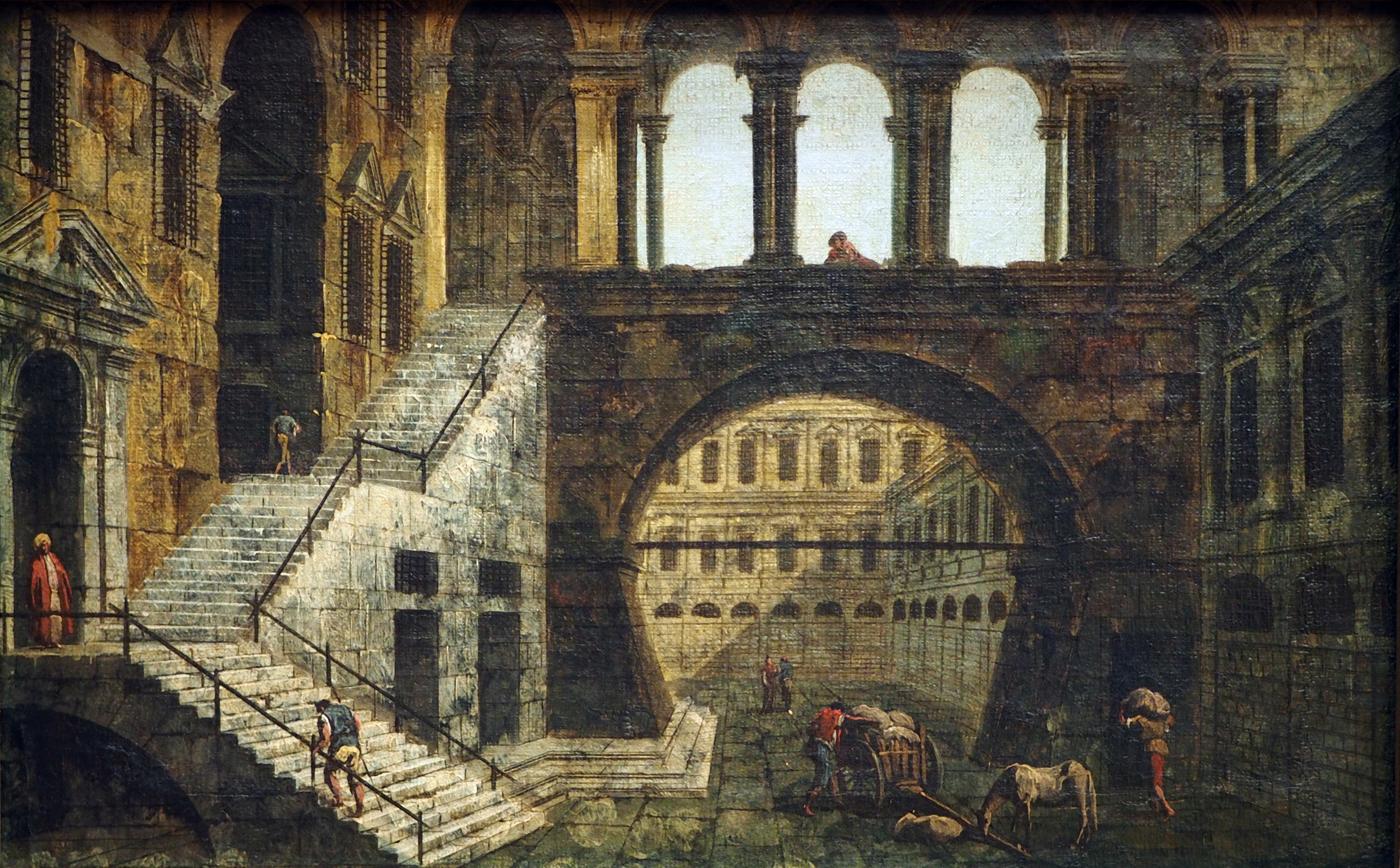
Renaissancepalast, um 1740